# Orasema delhiensis
Orasema delhiensis is een vliesvleugelig insect uit de familie Eucharitidae. De wetenschappelijke naam is voor het eerst geldig gepubliceerd in 2005 door Narendran & Girish Kumar.